# Samuel Smith's Oatmeal Stout
Samuel Smith's Oatmeal Stout — пиво типу вівсяний стаут, яке випускається незалежною англійською броварнею Samuel Smith's Old Brewery.
Пиво вариться з колодязної води, добутої зі свердловини 1758 року, яка до сьогодні експлуатується.
Найкраще смакує охолодженим, при температурі 13 °C.

## Склад
- Вода
- Солод з ячміню
- Інвертний цукор
- Пивні дріжджі
- Хміль
- Вівсянка